# Библиотека „Милутин Бојић” (Палилула)
Библиотека Милутин Бојић је основана Решењем Народног одбора општине Палилула, број: 0111/41, од 16. октобра 1957. године као Централна библиотека општине Палилула под називом Народна библиотека „Милутин Бојић“, а „са циљем да пропагира и приближава књигу народу и, на тај начин, васпитава народне масе и подиже њихов културни ниво у духу напредних идеја, да прикупља, обрађује и чува библиотечку грађу..."

## О Библиотеци
Библиотека је правно лице уписано у регистар код Окружног привредног суда у Београду под бројем: УС 1482/73, од 27.12.1974. године.
Библиотека Милутин Бојић је самостална библиотека, односно није у систему Библиотеке града Београда, с обзиром да запослени на референдуму одржаном 1988. нису прихватили `Самоуправни споразум о удруживању у Библиотеку града Београда".
Оснивач Библиотеке „Милутин Бојић“ је Град Београд.

## Огранци библиотеке
Данас, Библиотека Милутин Бојић има следећу организациону структуру:
„Матично одељење", Илије Гарашанина 5;
Огранци:
- „Хаџипоповац", Приморска 22;
- „Стара Карабурма", Вишњичка 50;
- „Ново насеље", Патриса Лумумбе 43;
- „Маријана Грегоран", одељење обраде и класификације књига, Салвадора Аљендеа 18;
- „Перо Ћетковић", Пере Ћетковића 10;
- „Дунавски венац", Зрењанински пут 44;
- „Котеж", Трајка Грковића 5;
- „Борча", Косте Манојловића бб;
- „Овча", Михаила Еминескуа 78;
- „Падинска скела", Тржни центар бб.

## Завичајно одељење
У оквиру Матичног одељења формирано је завичајно одељење са циљем да прикупља, обрађује и чува библиотечку грађу везану за песника Милутина Бојића и Градску општину Палилула.

## Рукопис песме „Плава гробница"
2014. приликом чишћења једног од сефова библиотеке у необележеној фасцикли пронађен је оригинални рукопис песме Плава гробница. С обзиром на то да је хартија била у „начетом" стању, стручњаци Народне библиотеке Србије обавили су рестаурацију и тако заштитили ову јединствену грађу непроцењиве вредности која је сада највреднији део завичајне збирке.

## Изложба100 година Плаве гробнице
Поводом стогодишњице смрти песника Милутина Бојића 8. новембра 2017. године у атријуму Народне библиотеке Србије отворена је изложба „100 година Плаве гробнице" ауторке Олге Јечменице. Изложба је била представљена у Крушевцу, Обреновцу и Панчеву.

## Одељење библиотека целина и легата
Библиотека „Милутин Бојић“ установила је 2017. године одељење библиотека целина и легата, у којем се чува књижна заоставштина угледних јавних радника коју су они или њихови наследници даривали нашој установи.
Библиотека има следеће легате:
- Легат Мирослава Миње Дедића, професора ФДУ
- Легат мр Радована Раше Мартинца, дугогодишњег истраживача Института Винча
- Легат Михаила Миљковића, архитекте

Библиотека је формирала посебан каталог легата.

## Одељење за дигитални развој
Од марта 2014. године библиотека почиње процес дигитализације и унапређивања рада у дигиталном окружењу. Крајем године представљена је и дигитална библиотека које је једна од првих која је применила прилагодљив веб дизајн. Објављује е-збирку поезије Милутина Бојића, формира специјализоване е-каталоге, поставља једну од првих претраживих дигиталних библиотека. Постаје активни члан заједнице која развија софтвер отвореног кода. Дигитална завичајна збирка постављена је на платформи РесКарта.